# McPherson (Kansas)
Pour les articles homonymes, voir McPherson.
La ville de McPherson est le siège du comté de McPherson, situé dans le Kansas, aux États-Unis.
La ville fait partie du bassin versant de la Little Arkansas River. Elle est nommée d’après le général de l’Union James Birdseye McPherson.

## Source
- (en) Cet article est partiellement ou en totalité issu de l’article de Wikipédia en anglais intitulé « McPherson, Kansas » (voir la liste des auteurs).